# NGC 7108
NGC 7108 (NGC 7111) é uma galáxia elíptica (E?) localizada na direcção da constelação de Aquarius. Possui uma declinação de -06° 42' 31" e uma ascensão recta de 21 horas, 41 minutos e 53,7 segundos.
A galáxia NGC 7108 foi descoberta em 3 de Agosto de 1864 por Albert Marth.